# Ахмедьянов, Фаим Ганиевич
Фаим Ганиевич Ахмедьянов (баш. Ғәни Улы Әхмәтйәнов Фаим; 1 июля 1964, Ибраево, Башкирская АССР — 29 марта 2022, Белорецкий район, Башкортостан) — российский актёр, артист Башкирского драматического театра Стерлитамакского государственного театрально-концертного объединения. Заслуженный артист Республики Башкортостан. Народный артист Республики Башкортостан (2021).

## Биография
Родился 1 июля 1964 года в д. Ибраево Ишимбайского района Башкирской АССР. После окончания Уфимского государственного института искусств имени Загира Исмагилова в 1991 году, начал свою трудовую деятельность актёром драмы башкирского театра государственного театрального объединения г. Стерлитамака.
Погиб в ДТП 29 марта 2022 года на 58-м году жизни в Белорецком районе Башкортостана вместе с женой, во время поездки на похороны одного из родственников.

## Примечание
1. ↑  Программа «С широкой душой, с открытым сердцем — мне 55 лет!» 2019, Стерлитамак — дата и место проведения, программа мероприятия. Культура.РФ. Архивировано 26 мая 2021. Дата обращения: 26 мая 2021.
2. ↑  ФАИМ АХМЕДЬЯНОВ — Стерлитамакское государственное театрально-концертное объединение. sgtko.ru. Дата обращения: 26 мая 2021. Архивировано 26 мая 2021 года.
3. ↑  В Стерлитамаке отметили юбилей заслуженного артиста РБ Фаима Ахмедьянова — Культурный мир Башкортостана. kulturarb.ru. Дата обращения: 26 мая 2021. Архивировано 26 мая 2021 года.
4. ↑  Четверо работников культуры Стерлитамака удостоены почётных званий. srgazeta.ru. Дата обращения: 26 мая 2021. Архивировано 26 мая 2021 года.
5. ↑  В ДТП погиб народный артист. Дата обращения: 30 марта 2022. Архивировано 10 апреля 2022 года.